# Superbigou
Superbigou est une héroïne de bande dessinée créée par Stephan en 1981.

## Personnages
Superbigou est une robuste bigoudène à haute coiffe, paisible ménagère en apparence, mais dotée de super-pouvoirs. Elle est entourée de son neveu, le mousse Jakez, et d’une amie de celui-ci, Kontinn. Leur pire ennemi est le Glazik masqué, un habitant de la région de Quimper.

## Dialogues
Les albums des Aventures de Superbigou sont caractérisés par des dialogues émaillés de galleg menet (contraction de galleg merc’hed Enez Tudi : « français des filles de l'Île-Tudy »), un mélange de français et de breton parlé dans les ports bigoudens.

## Série
La série comprend trois albums :
- Superbigou, 1981 ;
- Superbigou attaque ! 1983 ;
- Le Tour du Monn de Superbigou, 1986[3],[4].

Elle est complétée en 2004 par Les Boucliers noirs, non plus de la bande dessinée, mais des récits illustrés. Ils accommodent sur le mode burlesque et chauvin l’histoire de la Bretagne au  XIVe siècle. Les narrateurs sont tour à tour Superbigou et son frère, « ton If » (tonton Yves), vieux marin à grande moustache.

## Voiliers portant son nom
L’héroïne prête son nom à deux voiliers :
- Le Tornado de Jean-Yves Le Deroff et Nicolas Hénard, médaille d’or aux Jeux olympiques d'été de 1988, à Séoul.
- L'Imoca de Bernard Stamm, qui devient par la suite Armor Lux-Foies gras Bizac, puis Cheminées Poujoulat. Il bat, le 6 février 2001, le record de traversée de l’Atlantique nord en monocoque et en équipage, puis, le 26 septembre 2002, le record de traversée de l’Atlantique nord en monocoque et en solitaire[6],[7]. Il remporte, en 2002-2003 et 2006-2007, la course autour du monde en solitaire avec escales[8]. Il effectue encore deux Vendée Globe, barré par Alan Roura (sous le nom de La Fabrique) en 2016-2017[9], puis par Pip Hare (sous le nom de Medallia) en 2020-2021[10].